# On-Scene-Coordinator
Als On-Scene-Coordinator (OSC) bezeichnet man in der Seenotrettung das Schiff, das die Einsatzleitung vor Ort bei einem Seenotfall innehat. Dieses Schiff koordiniert die Such- und Rettungsaktivitäten aller vor Ort befindlichen Hilfskräfte. Der Begriff On-Scene-Coordinator darf nicht mit SAR-Coordinator (SC) verwechselt werden, dies ist eine Bezeichnung für die Person oder Organisation, die mit dem Aufbau und Unterhalt der Seenotrettung und der Maritime Rescue Coordination Center (MRCC) in einem Seegebiet betraut ist, in Deutschland also die DGzRS. Der SAR Mission Coordinator (SMC) ist die Person, die einen spezifischen Einsatz vom MRCC aus leitet, in der Regel also der Schichtführer im MRCC. 

## Wahl des OSC
Normalerweise wird der OSC vom für das Seegebiet zuständigen MRCC (beziehungsweise dem für den Notfall zuständigen SMC) bestimmt. Es wird dafür in erster Linie ein Schiff der Küstenwache oder der Seenotrettung, das vor Ort oder in der Nähe ist, einteilen. Auch jedes Handelsschiff führt Band 3 des International Aeronautical and Maritime Search and Rescue Manual mit, um nötigenfalls die Aufgabe des OSC zu übernehmen. Grundsätzlich kann aber jedes Schiff in die Situation kommen, die Rettungsmaßnahmen bei einem Notfall koordinieren zu müssen. Bevor das MRCC die Aufgabe zugeteilt hat, übernimmt im Allgemeinen das erste Schiff am Schadensplatz die Aufgabe des OSC. Ist kein MRCC erreichbar oder die Kommunikation zwischen MRCC und OSC erschwert, muss der OSC auch einige Aufgaben übernehmen, die normalerweise im MRCC abgehandelt werden. 

## Aufgaben des OSC
Die primäre Aufgabe des OSC ist es, alle Rettungsaktivitäten der verschiedenen Rettungseinheiten vor Ort zu koordinieren. Hilfreich ist dabei, mit möglichst gutem Kommunikationsgerät ausgerüstet zu sein. Die meisten Schiffe haben beispielsweise keine Funkgeräte an Bord, die eine Kommunikation mit Flugzeugen ermöglichen (Der UKW-Seefunk und der Flugfunk verwenden sowohl andere Frequenzbereiche als auch eine andere Modulationsart). 
Der OSC koordiniert die Durchführung von Suchmustern, um vermisste Personen oder Schiffe möglichst effizient und schnell zu lokalisieren. Geplant wird das effizienteste Muster in der Regel vom MRCC, sofern dieses verfügbar ist, andernfalls muss der OSC die Suchmuster und die zu durchsuchenden Gebiete selber planen. 
Falls es die Situation erfordert, muss das OSC die Suchmuster und die Aufgaben der einzelnen Beteiligten neu ordnen und zuweisen. Wichtig ist, dass der OSC jederzeit die Positionen und Absichten der Sucheinheiten kennt, um so auch auszuschließen, dass sich diese während der Suche gegenseitig gefährden. Regelmäßig gibt der OSC dem MRCC einen Statusbericht (situation Report, SITREP) weiter, der über Wetter und Seebedingungen, aktuelle Suchergebnisse und durchgeführte beziehungsweise geplante Aktivitäten Aufschluss gibt. 
Der OSC muss über alle durchgeführten Aktionen und die beteiligten Schiffe und Flugzeuge Protokoll führen, so dass jederzeit bekannt ist, wer wann welches Suchgebiet abgesucht hat und was dabei eventuell gefunden wurde. Im Protokoll muss auch stehen, wenn und wie viele Personen gerettet wurden und wo sich diese befinden und in welchem Zustand sie sind. Das MRCC muss eventuell den zügigen Weitertransport Schwerverletzter organisieren.